# Grains
 (signalé en mai 2025).
Si vous disposez d'ouvrages ou d'articles de référence ou si vous connaissez des sites web de qualité traitant du thème abordé ici, merci de compléter l'article en donnant les références utiles à sa vérifiabilité et en les liant à la section « Notes et références ».
- Archive Wikiwix
- Bing
- Cairn
- DuckDuckGo
- E. Universalis
- Gallica
- Google
- G. Books
- G. News
- G. Scholar
- Persée
- Qwant
- (zh) Baidu
- (ru) Yandex
- (wd) trouver des œuvres sur Wikidata

Pour les articles homonymes, voir Grain.
Les « grains » sont les légumes secs utilisés pour l'alimentation humaine sur l'île de La Réunion. Ils accompagnent traditionnellement le riz et le carri dans un même plat.
Haricots rouges, haricots blancs, pois du Cap et lentilles sont le plus souvent consommés.